# Гриффинг, Стю
Стюарт Лейн «Стю» Гриффинг (англ. Stuart Lane "Stu" Griffing; 9 ноября 1926, Нью-Хейвен — 20 декабря 2021, Цинциннати, Огайо) — американский гребец, выступавший за сборную США по академической гребле в конце 1940-х годов. Бронзовый призёр летних Олимпийских игр в Лондоне, победитель и призёр многих студенческих регат. Участник Второй мировой войны.

## Биография
Стю Гриффинг родился 9 ноября 1926 года в городе Нью-Хейвен, штат Коннектикут.
Перед поступлением в университет пошёл служить в армию, в качестве военнослужащего застал последние дни Второй мировой войны.
Занимался академической греблей во время учёбы в Йельском университете в Нью-Хейвене, состоял в местной гребной команде «Йель Булдогс», неоднократно принимал участие в различных студенческих регатах, в частности в восьмёрках выигрывал традиционные регаты «Восточные спринты» и «Йель — Гарвард».
Наивысшего успеха в гребле на международном уровне добился в сезоне 1948 года, когда вошёл в основной состав американской национальной сборной и благодаря череде удачных выступлений удостоился права защищать честь страны на летних Олимпийских играх в Лондоне. В составе экипажа-четвёрки без рулевого в финале пришёл к финишу третьим позади команд из Италии и Дании — тем самым завоевал бронзовую олимпийскую медаль.